# Dvojezičnost
Dvojezičnost ili latinizam bilingvalnost/bilingvizam odnosi se na sposobnost pojedinca da se služi s dva jezika. Mogu to biti i osobe koje redovito aktivno ili pasivno rabe dva (ili više) jezika. Dvojezičnost je uobičajena na zemljopisnim područjima na kojima žive etnički ili nacionalno mješovite skupine, pri čemu se tu, naravno, radi o više jezičnih zajednica, a kao primjer se može navesti situacija u kojoj se roditelji koji sa svojom djecom žive u inozemstvu, dakle izvan domovine,  trude naučiti djecu govoriti materinjim jezikom.
Na područjima nastanjenima s nekoliko jezičnih zajednica ljudi su svakodnevno prisiljeni komunicirati sa svojim susjedima, koji govore drugim jezikom. Zato je potrebno barem pasivno razumjeti i njihov jezik. 
Dvojezične moraju biti i one osobe koje dugo vremena prebivaju na području gdje se govori drugi jezik ili pak osobe koje često putuju.